# Тайна беззакония

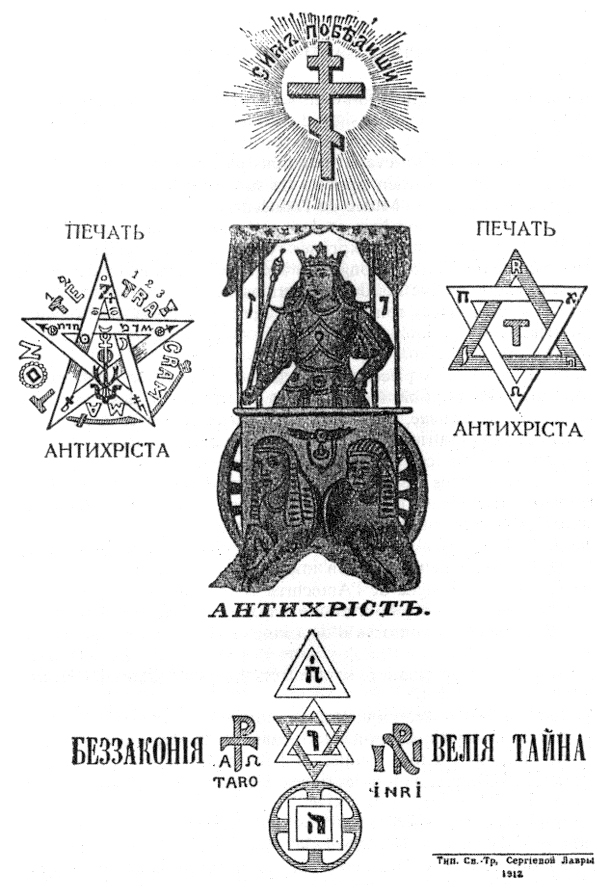
Иллюстрация из книги Сергея Нилуса «Великое в малом», изданной в 1911 году и содержащей «Протоколы сионских мудрецов», отпечатано в типографии Троице-Сергиевой лавры

«Тайна беззакония» (греч. το μυστήριο της ανομίας) — богословское и религиозно-политическое понятие, основанное на христианской эсхатологии. Восходит к тексту второго послания апостола Павла к Фессалоникийцам (2Фес. 2:7): «Ибо тайна беззакония уже в действии, только не совершится до тех пор, пока не будет взят от среды удерживающий теперь» (греч. «τὸ γὰρ μυστήριον ἤδη ἐνεργεῖται τῆς ἀνομίας, μόνον ὁ κατέχων ἄρτι ἕως ἐκ μέσου γένηται·»).
Идея антихриста не связана с богословием апостола Павла и, скорее всего, относится к более позднему периоду, поскольку при жизни Павла не было новых иудейских машиахов, в отношении которых возникала бы необходимость их критики как не подлинных мессий.  Блаженный Августин говорил об этом отрывке: «Признаюсь откровенно, не имею представления, что он имел в виду». Полное толкование этих слов вызывает трудности. По одной из версий, апостол стремился разубедить фессалоникийцев, которые ошибочно полагали, что возвращение Христа уже произошло, и напоминал им о событиях, которые должны предшествовать этому, однако ещё не случились. «…день тот не придет, доколе не придет прежде отступление и не откроется человек греха (ἀνομίας), сын погибели» (2Фес. 2:3). Но пока эта эсхатологическая фигура «удерживается» от окончательного раскрытия, «ибо тайна беззакония уже в действии». Оборот означает присутствие в мире, в сокровенном, но действенном виде того, что должно стать очевидным свойством явившегося «человека греха (беззакония)».
Существуют версии, что говорится об императоре Нероне или о пророчествуется о папе Римском. Но появление этого лица обладает эсхатологическим смыслом, поэтому, по другим версиям, речь не об этих фигурах. В богословии обсуждаются вопросы, кто это, что удерживает его и что является препятствием тому, чтобы эсхатологическая «тайна» разразилась над миром в наше время. «Удерживающим», который не даёт ей раскрыться, разные авторы считали Бога, дьявола, Святого Духа, Римскую империю, Израиль, принцип порядка в обществе и самого апостола Павла. Слова апостола Павла сходны с теми, что высказаны в 1Ин. 2:18; 4:3. Пришествие Антихриста близко, и его «дух» уже ощутим по тому, что люди отвергают Христа.
«Тайна беззакония» является одной из основных идей православной политической эсхатологии со времени Сергея Нилуса, включая православных государственников и националистов. Используется для трактовки мировой истории и текущей политической или геополитической ситуации. Часто связывается с «еврейским» или «иудео-масонским заговором», иногда с Октябрьской революции. Многие разделяющие эсхатологическую логику относительно современного политического мироустройства понимают «тайну беззакония» как «разрушение привычного социального порядка».

## Русская политическая эсхатология
Популярность пророчеств на тему конца света ведёт к поиску знамений, которые указывают на «тайну беззакония». Посвящённая данным сюжетам богословская литература возникла в России в XIX веке, но вплоть до конца столетия она обычно избегала актуализации и ограничивалась традиционными комментариями. Однако были и исключения, в том числе труд архимандрита Феодора (Бухарева), который был готов в 1855 году. Русский богослов Николай Виноградов (1887) рассматривал Французскую революцию, социализм и коммунизм как проявления «тайны беззакония».
Мистик Сергей Нилус, получив известную подделку «Протоколы сионских мудрецов», заявил (1917), что «тайна беззакония» окончательно раскрыта; по его словам, она связана с подрывной деятельностью «масоно-еврейских кругов». По Нилусу речь шла о «плане завоевания евреями мира, выработанном веками в рассеянии»; этот план Теодор Герцль докладывал «совету старейшин» в дни Первого сионистского конгресса в Базеле в 1897 году. Следуя за французскими католическими авторами, Нилус утверждал, что в своём стремлении к «захвату мира» Израиль руководит масонством. Этот план разработал ещё царь Соломон со своими мудрецами. Евреи столетиями следовали его заветам, поддерживая обособленность и одновременно проводя подрывную деятельность против всех государств, начиная от античных Греции и Рима и вплоть до нынешней России. По Нилусу, идеальным политическим устройством для евреев является республика, где нет места для свободы личности, но господствует мнение толпы. Опираясь на деньги и сервильную прессу, в условиях демократического устройства евреи осуществляю захват власти во всех странах. Считая евреев заклятыми врагами христианства, он писал о наступлении «торжества вождей талмудистского Израиля над отступившим от Христа миром». Знаками близости конца света он называл появление раввина-чудотворца под Черновцами, ослабление черты оседлости, подготовку Государственной думой проекта закона о равноправии евреев, готовность союзников передать евреям Палестину, рост популярности эзотерики. Европа, по его мнению, была уже захвачена «масонами и евреями», а последний оплот «светлых сил» был в Святой Руси Православной, что вызывало ярость у «врагов Христовых» и их стремление покончить с Россией. В 1917 году после отречения царя Нилус заявил, что «удерживающий взят от православной среды», а, следовательно, воспрепятствовать антихристу больше некому. Он писал о наступлении «торжества вождей талмудистского Израиля над отступившим от Христа миром».
Взгляды Нилуса разделялись рядом видных церковных деятелей, включая протоиерея Иоанна Кронштадтского. Он интересовался темами конца мира и появления «беззаконника». «Удерживающим» он называл самодержца. В последние годы жизни Иоанн, потрясённый революционным террором заявлял о скором наступлении конца мира и приходе антихриста. Залогом благоденствия России, по его мнению, было самодержавие, вокруг которого он видел множество врагов, к числу которых относил революционеров и социалистов, евреев, поляков, армян и финляндцев. Иоанн Кронштадтский имел большой авторитетом в народе, к его словам прислушивались верующие.
Религиозный философ Василий Розанов написал свою книгу «Апокалипсис нашего времени», отчасти близкую к «Закату Европы» Освальда Шпенглера, в которой выразил нетерпимое отношение к христианству. Он видел в последнем «религию ужаса», Иисуса представлял апокалипсическим красным драконом; по его словам, Христос не был Христом, вместе с ним пришла «тайна беззакония». Розанов упрекал Иисуса в выступлении против Бога и в разрушении гармонии между человеком и Богом. Два тысячелетия христианства он представил временем дикости, которое прервало ход Священной истории, связанной с евреями.
С начала 1990-х годов в среде активистов православно-монархического движения часто наблюдались нервные срывы, вызванные заявленной борьбой с «тайной беззакония» и поиском «врагов».
Митрополит Санкт-Петербургский и Ладожский Иоанн (Снычёв) в газете «Советская Россия» опубликовал статью «Тайна беззакония» (1992), в которой утверждал, что евреи с древнейших времен стремятся к «мировому господству». «Удерживающим» он считал Россию и «православное государство». Иоанн писал о надеждах иудеев на приход Мессии, от которого ими ожидалось восстановление своего царства и получение «мирового господства». Со времён разгрома царств Израиля и Иудеи ассирийцами иудеи берегли свою «национальную исключительность» и позднее затаили злобу на Христа за развенчивание их «богоизбранности». Их орудием являются тайные организации, которые ведут к развалу национальных государств и уничтожению христианства с целью установить власть мирового диктатора — антихриста. Россия и её крепкое православное государство после отпадения Запада от христианства остались последним оплотом в противостоянии «тёмным силам». Иоанн верил в наступление «последних времён» и писал об апостасии в России. Версия «Апокалипсиса» Иоанн Снычёва основывалась на «Протоколах сионских мудрецов».
Идею продвигала газета «Земщина», издававшаяся монархистами из Союза «Христианское возрождение» в 1990—1993 годах. Ключевыми словами эсхатологического дискурса этого издания были взятые из «Апокалипсиса» и посланий апостола Павла термины, такие как «тайна беззакония», «князь мира сего», «дети Сатаны», «сыны погибели», «сатанинские силы», «печать Зверя», «последние времена», «конец мира», «удерживающий» и др. По мере роста антисемитских настроений «жидомасонский заговор» в статьях газеты трансформировался во «мировой талмудический заговор», что подчёркивает особую роль Талмуда в этом дискурсе. В анонимной статье 1992 года утверждалось, что Гитлер по воле Божией отомстил евреям за «тайну беззакония», под которой понималось их активное участие в Революции 1917 года и Гражданской войне.
Протоиерей Александр Шаргунов («Новый виток „тайны беззакония“» в газете «Русский вестник», 1993) видел знак «тайны беззакония» и «репетицию конца света» в событиях сентября-октября 1993 года в Москве. В 1998 году Шаргунов и его единомышленники, принимавшие участие в октябре 1993 года в защите «Белого дома», стали критиковать саму церковь, утверждая, что никакого религиозного возрождения в России не происходит, но в церковь проникла «тайна беззакония». Они считали настоящее время «апокалипсическим», находили признаки близости Второго пришествия и заявляли об изощрённых гонениях на Церковь. Шаргунов неоднократно вспоминал об отступлении от православия архиереев, поскольку это было одним из признаков апокалипсического времени. В 2000 году он выпустил книгу о близком конце света. Автор ожидал окончательной реализации «тайны беззакония» и прихода антихриста в виде восстановленной монархии. Россия понималась им как последний оплот истины, подвергающийся атакам злых сил, отождествляемых им с «тайным Синедрионом, вдохновлявшимся Дьяволом». Антихристом он считал иудейского Мессию и писал о простодушии русского народа, не знающего о нависшей над ним угрозе и нуждающегося в мудром царе. «Новый мировой порядок» и «единое мировое правительство» он трактовал в качестве «сатанизма», связанного с масонами. В этом им усматривалась реализация пророчеств о приближении прихода антихриста. Иудеям в этой книге уделялось скромное место. В другой книге (2004) он акцентировался на высокой доле евреев в органах власти и ЧК в первые годы советской власти, в связи с чем вспоминал слова о «человеке беззакония» и «колене Дановом». Шаргунов считал, что это не относится к еврейскому народу в целом, напоминая, что Христос и апостолы также происходили из евреев. Однако затем в духе «Протоколов» он писал о устремлённости иудаизма к мировому господству.
Газета «Русский вестник» (статьи 1993 года) видела образ врага в лице «ветхозаветного иудейства», вдохновляющего и совершающего «тайну беззакония», а также в лице сионизма и Израиля. Газета писала о «ереси жидовствующих», дожившей до наших дней и выражающейся в «наукообразном толковании Библии» и призывах к примирению с мировым иудейством.
Л. Симонович в статьях в газетах «Русский вестник» и «День» связывал убийство монахов в Оптиной пустыни с «тайной беззакония»; проводилась параллель между убийством монахов и казнью царской семьи. Авторы заявляли о «ритуальном» характере убийств и о сокрытии этого властями.
Наиболее популярным православным изданием, посвящённым эсхатологическим ожиданиям, стала антология «Россия перед Вторым пришествием», которую выпустило в 1993 году издательство Троице-Сергиевой лавры масштабным тиражом 100 тысяч экземпляров; затем антология четыре раза переиздавалась в дополненном виде. Её составителем являлся православный монархист Сергей Фомин, сторонник идей Нилуса. Как и последний, он разделял подлинность «Протоколов сионских мудрецов», которые, по выражению его бывшего коллеги и единомышленника А. А. Щедрина, «приоткрыли завесу над тайной беззакония и возвестили православному миру о зловещей роли мирового талмудического жидовства в подготовке и устройстве всемирного царства антихриста».
Для обсуждения знамений, указывающих на скорый приход антихриста, многие из которых связывались с деятельностью евреев, Фомин включил во второе издание (1994) антологии новый раздел «Тайна без
закония», полностью посвящённый разрушительной деятельности «врагов церкви», в том числе евреев и масонов. В третьем издании (2002) «Тайна беззакония в действии» была перенесена в раздел, посвящённый второй половине 1980-х и 1990-м годов. Там автор пытался доказать, что Запад, где вера пришла к упадку, «прогнулся» перед иудеями, тогда как в России начато наступление на православие также с участием иудеев. Однако, по словам ряда священнослужителей, России предстоит пережить краткий расцвет православной веры, после чего придёт антихрист.
Новое переработанное издание книги вышло в 2005 году. В нём утверждалось, что с XX века наступили апокалипсические времена, везде господствует «тайна беззакония» и близится пришествие Христа. Приводилась традиционная версия, что иудеи примут антихриста за Мессию, но потом поймут обман и обратятся к Христу. К числу агентов «тайны беззакония» относились католики и протестанты, в давние времена отклонившиеся от «истинной веры». В тот ряду ставились теософия и экуменизм. Оплотом «истинного христианства» была названа Россия, которой суждена роль главного препятствия на пути антихриста. Давались ссылки на мнения авторитетов из русских священников, которые считали «удерживающим» Российскую церковь и Российское государство.
С 2000 года в России действует Общероссийское общественное движение «За право жить без ИНН», проводящее многочисленные конференции и дискуссии, где говорится о «сатанинской» сущности глобализации и «нового мирового порядка». В конце 2003 года движение переименовано в Международное общественное антиглобализационное движение «Заправо жить без ИНН, личных кодов и микрочипов», которое объединило православную общественность стран СНГ. Движение занималось составлением обращений в адрес высших иерархов РПЦ и организацией конференций под общим названием «Тайна беззакония в действии». Движение участвовало в молитвенных стояниях и других выступлениях против «всемирного электронного концлагеря». Другой подобной организацией стал Координационный комитет против внедрения Универсальной электронной карты (УЭК), возглавляемый бывшим философом, а позднее кинорежиссером-документалистом Г. И. Царевой, выступающей против «тотального контроля», под которым понимается введение ИНН и электронных документов. Она считает ИНН отречением от личного имени, то есть «отречением от Бога и Церкви», и, следовательно, утратой всех прав и свобод, чего добивается система тотального контроля. По её словам, существует мировое правительство во главе с «единым мировым правителем», который угрожает суверенитету России, что связывается с приходом «последних времён» и «тайной беззакония».
В начале 2000-х годов в газете «Земщина» регулярно публиковалась хроника крестных ходов и молитвенных стояний, на которых вспоминались русские цари как «удерживающие» и подвергалась проклятию «тайна беззакония», отождествляемая с деятельностью евреев и масонов. Такая память культивируется «Союзом православных хоругвеносцев» и Союзом «Христианское Возрождение». Их самодеятельные молитвы о восстановлении самодержавия включают мотив «ритуального убийства».
В 2002 году вышла антология «Тайна беззакония в исторических судьбах России», составителями которой были ультраправые деятели Юрий Бегунов, А. Д. Степанов и Константин Душенов. Книга включала, в частности, переиздание книги Нилуса «Близ есть, при дверехъ», куда входит полный текст «Протоколов», а также шесть наиболее известных публицистических работ Иоанна (Снычёва), в том числе статьи «Тайна беззакония» и «Творцы катаклизмов». Во вступительной статье к антологии Бегунов утверждал, что «Протоколы» являются подлинным документом, который был составлен в «еврейско-масонской ложе Мемфис-Мизраим». Статья оканчивалась предупреждением, что враг рода человеческого готовит «Новый мировой порядок», возглавляемый антихристом, и поэтому всем рекомендуются к прочтению работы Нилуса.
Митрополит Одесский и Измаильский Агафангел (Саввин) в выступлении на VIII Всемирном русском народном соборе в феврале 2004 года, говорил, что в глобализации есть апокалипсические антихристианские тенденции. По его словам, Россия вовлечена в эсхатологический процесс и происходит «построение Нового Мирового Порядка — царства антихриста». Он отрицал «естественность» социальных процессов и связывал их с «тайной беззакония».
Архиепископ Владивостокский и Приморский Вениамин (Пушкарь) (2004) утверждал, что близятся «последние времена», заявлял о «тайне беззакония» и необходимости бороться против «богоборческой глобализации» и «тёмных сил мировой закулисы».
Священник Олег Стеняев (2004) выступал в качестве противника либерализма и алармиста, представляя Россию находящейся в кольце врагов. Последние воспринимались им в эсхатологически-конспирологическом ключе. Стеняев обличал «мировое правительство» и «тайну беззакония».
Православный монархист Валерий Филимонов публиковал книги, предупреждающие верующих об опасностях, которая ожидает их в «последние времена». В частности, в 2006 году вышло «Святое православие и тайна беззакония — XXI век», получившее благословение архиепископа Брюссельского и Бельгийского
Симона (Ишунина) и митрополита Одесского и Измаильского Агафангела (Саввина).
На конференции «Эсхатологическое учение Церкви», проходившей в Даниловом монастыре 14-17 ноября 2005 года сторонник русского национализма Егор Холмогоров утверждал, что современное богословие пренебрегает «политической эсхатологией», а это ведёт к потере историей всякого смысла. «Удерживающий» отождествлялся им то со «всем тем, что проникнуто Божиим благословением», то с сильным государством. «Тайна беззакония» понималась им как «аномия», отсутствие порядка. Антихриста он видел «еврейским Машиахом», спасти от которого человечество способна лишь «Святая Русь» в лице её элиты.
Популярными являются протесты против «сатанизма», под которым православными фундаменталистами понимаются выступления ряда западных звёзд шоу-бизнеса, а также некоторые кинофильмы. Эта деятельность понимается в качестве противостояния натиску «цивилизации антихриста» и «тайне беззакония». В ходе этих акций в 2006 году «Союзом православных хоругвеносцев» было объявлено о создании «Православной священной инквизиции» для борьбы против «тайны беззакония», идущей с Запада, и с «Хазарским каганатом», который по мнению активистов, руководит Россией.
Ряд карликовых движений радикальных православных фундаменталистов устраивает акции сожжения книг, выступления против некоторых звезд шоу-бизнеса и ряда кинофильмов, участвует в радикальных митингах и демонстрациях, в особенности, в «Русском марше». Эти действия рассматриваются самим активистами в качестве решительной борьбы с «тайной беззакония».
В 2010 году протоиерей Александр Шаргунов называл поступью «тайны беззакония» и наступлением «тайны запустения» провокативные произведениях современного искусства.
Экономист Олег Платонов, считающий своей целью «разоблачение» «заговора масонов и иудеев», которые стремятся к мировому господству, утверждает, что «только опираясь на Новый Завет… можно победить иудаизм и масонство». Этой теме он посвятил ряд книг, изданных в серии «Терновый венец России», где изложены представления об истории и современном мире, популярные в среде православных монархистов. Платонов считает себя продолжателем дела митрополита Иоанна (Снычева), по его словам, рассказавшего ему о «богоборчестве иудеев» и «вредоносности Талмуда». Митрополит поддержал его борьбу с «тайной беззакония» и дал благословение на продолжение исследований «тайных сил иудаизма, масонства и сатанизма».
В пятом томе серии «Терновый венец России» под названием «Тайна беззакония: иудаизм и масонство против Христианской цивилизации», написанном в 1995—1998 годах, Платонов сделал основной идеей анализ борьбы антихриста и Христа, следуя указаниям митрополита Иоанна (Снычёва), который усматривал в этом подлинную причину «антагонизма Запада и России». Этот подход сводит историю человечества к борьбе иудаизма и христианства. Запад уже покорился иудаизму, тогда как истинное христианство хранит лишь русское православие, в чём заключена причина несовместимости «русской цивилизации» с «западной» — «иудейско-масонской», которая является «воплощением Сатаны». В наши дни человечество вступило на последнюю ступень земного существования, далее последует предсказанный Писанием приход антихриста. Платонов исходит из идеи инволюции и определяет современность как «мировую духовную катастрофу» человечества, оставившую в прошлом «золотой век». Люди оказались недостойны спасительной жертвы Христа. Мир вступил в эпоху апостасии и события, которые предсказал Иоанн Богослов, вскоре свершатся. Вокруг наблюдаются лишь буйство «сатанинских сил» и «тайна беззакония». Только «удерживающий» в лице России, возглавляемой православным монархом до времени мешал проходу «сил зла».
Монархический публицист Михаил Назаров («„Тайна беззакония“ в действии, или Россия для нерусских») изображал Запад как «апостасийную цивилизацию», а «тайну беззакония» связывал с «западными еврейскими и масонскими кругами». Советский период он воспринимал как «открытый удар сатанинского наступления», «репетицию апокалипсиса». Своей задачей Назаров считал спасение России и сопротивление «силам зла» по всему миру. Сутью современности Назаров называл противостояние «Нового мирового порядка» и «Русской идеи». Первую он считал «царством антихриста», вторая была для него связана с «удерживающей монархией». Согласно Назарову апокалипсическое время началось казнью Христа, которая положила начало апостасии. Иудаизм и масонство для него были связаны с «сатанизмом». Евреев он считал «жертвой сатаны». Они были соблазнены еретическим «хилиазмом», поскольку они стремятся создать «царство Божие» на Земле и покорить себе мир. Это делает евреев «оплотом тайны беззакония и готовящегося ею царства антихриста». Российскую империю Назаров называл максимальным земным воплощением Божественного Закона, а американскую империю — максимальным воплощением «тайны беззакония» в виде такой материалистической идеологии, какой дьявол безуспешно соблазнял Христа в пустыне. Он требовал, чтобы в Конституции РФ подчёркивалось место православной России как «удерживающего». Назаров писал о необходимости воссоздания Российской империи при православной монархии и православной идеологии. На переходный период для России, по его мнению, необходим вождь, которого изберут «лучшие люди» на базе «корпоративного принципа организации общества». Идеал этого устройства Назаров находил в фашистских режимах 1930-х годов, в первую очередь, итальянском, которым была присуща описанная им организация. Он хотел донести эту идею до будущего «вождя Третьего Рима», от которого требовалось установить автаркию, оградив Россию от «внешнего зла» и «тайны беззакония». Назаров рекомендовал возврат к тоталитарному режиму при жестком государственном контроле и мобилизационной экономике, но на базе православия. Он игнорировал «всемирную миссию» и изображал для России националистическое устройство, основанное национально-пропорциональном представительстве, которое предполагает дискриминацию по этническому признаку.